# Spaniel anão continental
Spaniel anão continental[Nota] é uma raça canina subdividida entre o papillon e o phalène. Essas raças tiveram origem no século XVII, cuja provável ascendência vem do spaniel anão espanhol, embora note-se traços do spitz tanto na forma de seu corpo, quanto em sua pelagem. Estes animais são descritos como extremamente limpos e diferem-se apenas nas orelhas: enquanto o papillon (em português:  "borboleta") tem as suas em pé, o phalène as apresenta caídas.
Fisicamente pequenos, frágeis e de fácil adestramento, possuem como destaque os seus temperamentos. São descritos como um dos melhores cães de apartamento por serem limpos e facilmente adestráveis, além de não possuírem gosto por latidos, a menos que perceba movimentação não característica perto de seu lar. É ainda dito discreto, tranquilo, fiel, inteligente e curioso. Apesar de ser uma raça pequena, é indicada para provas de agility.

## Galeria
Abaixo as duas variantes do spaniel anão continental:

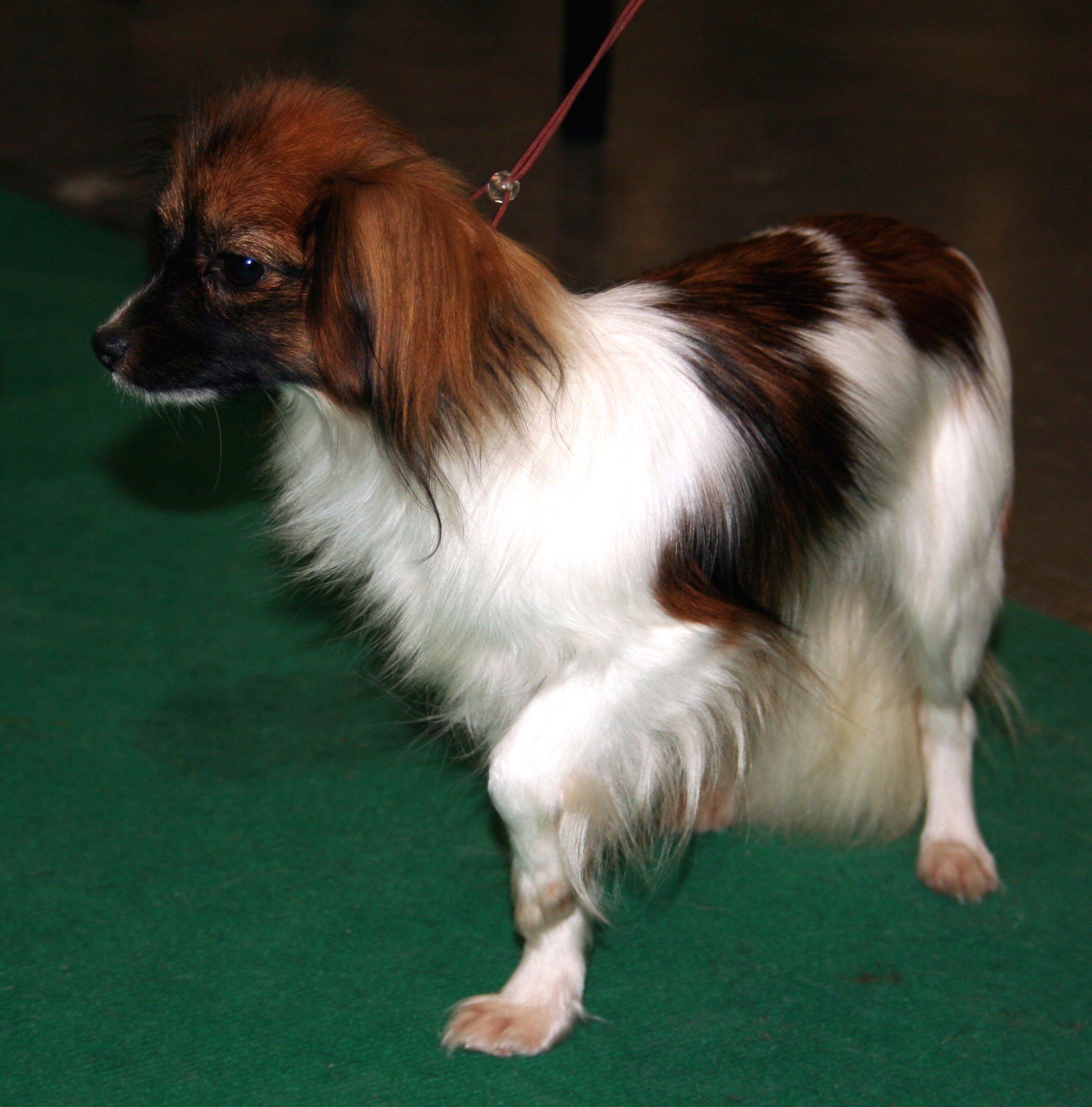
O Phalène: Suas orelhas caídas assemelham-no a um spaniel.
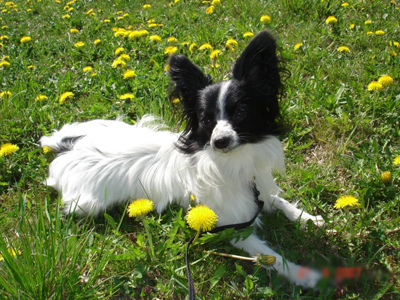
Papillon: Seu nome foi inspirado nas asas das borboletas.
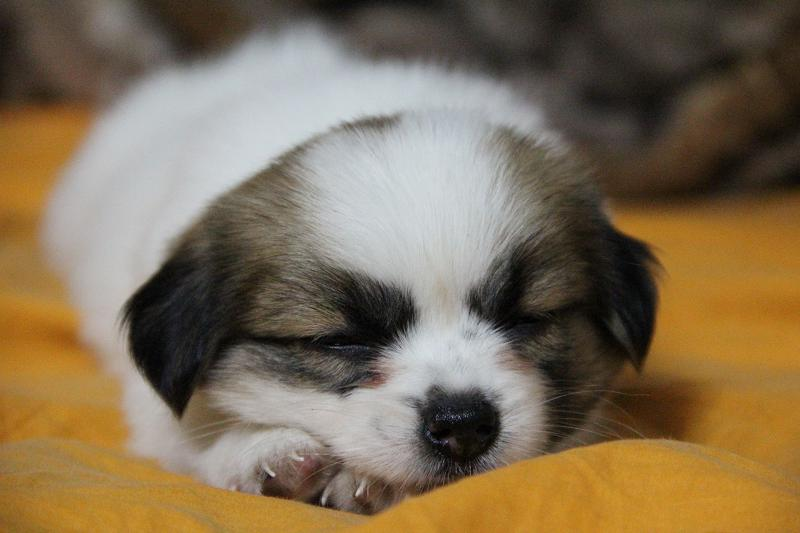